# Friedrich Christian Feustking
Friedrich ChripChristian Feustking (1678 – 1739) è stato un presbitero, scrittore e librettista tedesco.

## Biografia
Studiò teologia all'Università di Wittenberg e si trasferì ad Amburgo nel 1702. Agli inizi del 1705, ottenne una parrocchia a Tolk nei pressi di Schleswig. Nel 1706 fece un viaggio in Italia.
Feustking scrisse i libretti di diverse opere, i primi dei quali per un giovane Georg Friedrich Händel allora collaboratore dell'Oper am Gänsemarkt di Amburgo: Almira e Nero.